# Ko Yanagisawa
Ko Yanagisawa (柳澤 亘 Yanagisawa Ko?), född 28 juni 1996 i Chiba prefektur, är en japansk fotbollsspelare.
Yanagisawa började sin karriär 2019 i FC Gifu.